# Kryckeståt
Kryckeståt kallas en svensk tradition av uppvaktning i samband med lysningen. Namnet anspelar på att folkhumorn uttryckte det som att de förlovade "ramlat ned från predikstolen" i samband med att lysningen lästs upp i kyrkan och nu behövde käpp och krycka.
Man sände därför skämtsamma "kryckebrev" med käpp och krycka målade, broderade eller utförda i miniatyr, ofta i dyrbart material. I bland sändes också verkliga käppar, helst i fantastiska former. Ibland kallades också vanliga lysningspresenter.
Redan i bröllopsdikter från 1700-talets början gör bröllopsdikter anspelningar på käpp och krycka i sin text. Louise Hagberg gjorde 1915 en studie av käpp och kryckepresenter i Nordiska museets ägo, och seden kan spåras i hela landet. I Vemdalen i Härjedalen var det sed att skicka lysningskäppar som vandrade från det ena brudparet till det andra.
I Kulturens samlingar finns ett kryckebrev från 1700-talets slut. Där lyder texten:
| En var önska alskiöns lycka. Derför gifves Kiäpp och krycka Till att styrka Iungfruns ben Som idag har lidit men och jag önskar Iungfrun gott med ett fullt upråkat mått |

## Brudmajning eller ungmansstång

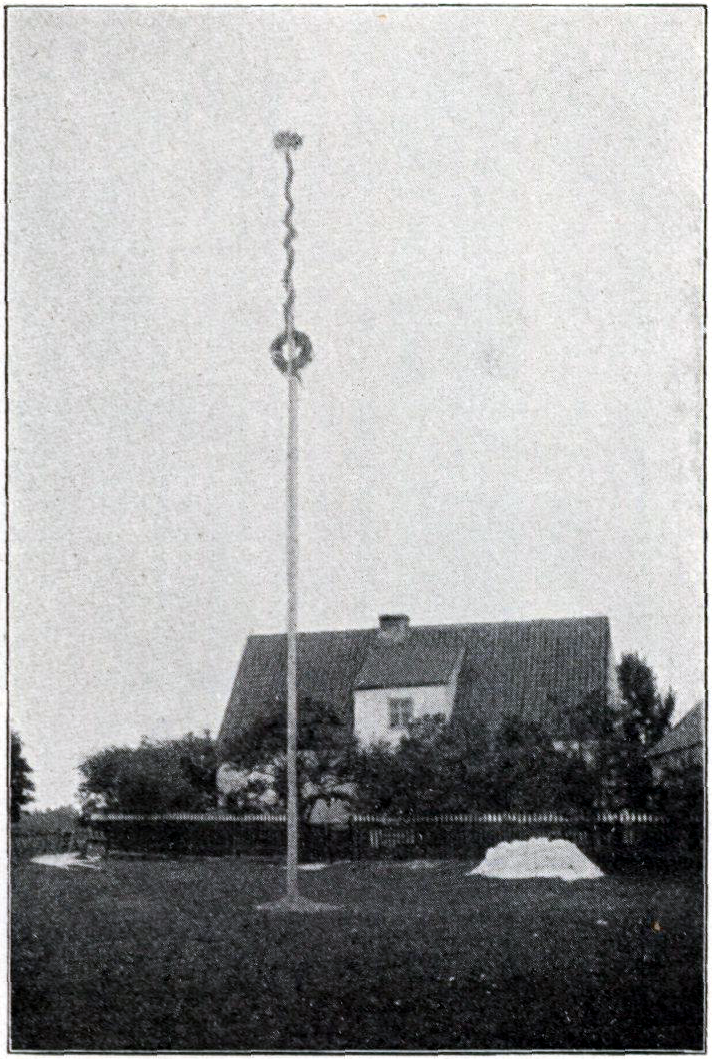
Ungmansstång på Kyrkbinge i Gothem, juli 1905.

Liknande skämt tillämpades även i samband med brudmajning eller ungmansstång, och kallades ibland även kryckeståt, även om det inte haft med den ursprungliga kryckeståten att göra. Det höga träd, ofta en nedtill kvistad gran, som härtill drogs ceremoniöst fram och tillbaka av ungdomarna till den gård, där lysnings- eller kryckekalaset skulle hållas. Hela upptåget kallades kryckeståt eller kryckedragning. Var trädet en björk kunde seden även kallas dra början.
I början av 1920-talet förekom seden i två skilda områden: det ena omfattade Dalarna, sydvästra Gästrikland, norra Uppland och nordöstra Västmanland; det andra nordöstra Småland och södra Östergötland. I Dalarna var det vanligt med två träd, i södra Dalarna oftast en tall och en gran. I Småland var det vanligast med björkar.
I Siljansdalen kallas träden "brudmallor", och seden kallades mallning.

## Regionala varianter

### Dalarna, Västmanland, Gästrikland
Kryckeståt kallas en regional tradition från södra Dalarna, norra Västmanland och Gästrikland. Byns ungdomar samlas på en bestämd plats uppklädda i gammeldags kläder, höga hattar, långa klänningar, väst och skjorta, sjaletter mm. vissa personer får ett heders-uppdrag att vara präst och prästfru, landsfiskal, barnmorska vilka ska hålla tal till det blivande brudparet. Talen ska handla om de två som tänker gifta sig, det kommande äktenskapet och kanske främst förutsättningen för tillökning i den kommande familjen. I versform kan de olika talen bli mycket tillspetsade och roliga till åhörarnas förtjusning med skratt och fniss. I processionen kommer först två förridare på häst – en man och en kvinna – därefter häst med en tall (krycka) dragen på kärra/vagn, denna tall är av en speciell sort, vilket innebär att tallen ska vara delad i toppen, två långa toppar,  – en klyka. På kryckan sitter spelemän, (fioler och dragspel), och spelar hela tiden fram till brudens hem. Efter ”kryckan” åker prästen och prästfrun med häst och trilla, därefter kommer många hästdragna vagnar med barnmorskan, landsfiskalen samt byns allmoge i alla åldrar. När brudens hem kan ses på avstånd skickas förridarna fram för att höra efter om uppvaktningen är välkommen. Erhålles ett ja så hissas flaggan med hälsning, välkommen till oss. Det blivande brudparet står på förstukvisten och tar emot uppvaktningen. Prästen håller tal om livets väg till det blivande brudparet, Psalmer sjungs och kryckan överlämnas med uppmaning att av den överlämnade gåvan tillverka någon möbel till bosättningen, exempelvis en vagga. Barnmorskan berättar om livet i ett äktenskap och lämnar upplysning om sin roll i samhället. Landsfiskalen håller ett förmanande tal om lag och ordning. Presenter överlämnas och sedan blir det stor fest i det gröna med efterföljande logdans till musik av spelemännen.